# Двейн Козловські
Двейн Едвард Козловські (англ. Duane Edward Koslowski; 16 серпня 1959, Вотертаун, Південна Дакота — 2 лютого 2025) — американський борець греко-римського стилю, Панамериканський чемпіон, чемпіон Панамериканських ігор, бронзовий призер Кубку світу, учасник Олімпійських ігор.

## Життєпис

### Родина
Брат-близнюк Двейна — Денніс теж борець. Виступав у греко-римській боротьбі, зазвичай, на вагову категорію нижче — до 100 кг. Входив до збірної США. Срібний призер чемпіонату світу, срібний призер Панамериканського чемпіонату, дворазовий срібний призер Панамериканських ігор, чотириразовий срібний призер Кубків світу, срібний та бронзовий призер Олімпійських ігор.

## Спортивні результати на міжнародних змаганнях

### Виступи на Олімпіадах
| Змагання                    | Збірна | Вагова категорія                  | Місце |
| --------------------------- | ------ | --------------------------------- | ----- |
| Літні Олімпійські ігри 1988 | США    | греко-римська боротьба, до 130 кг | 8     |

### Виступи на Чемпіонатах світу
| Змагання                        | Збірна | Вагова категорія                  | Місце |
| ------------------------------- | ------ | --------------------------------- | ----- |
| Чемпіонат світу з боротьби 1986 | США    | греко-римська боротьба, до 130 кг | 4     |
| Чемпіонат світу з боротьби 1987 | США    | греко-римська боротьба, до 130 кг | 5     |

### Виступи на Панамериканських чемпіонатах
| Змагання                                   | Збірна | Вагова категорія                  | Місце  |
| ------------------------------------------ | ------ | --------------------------------- | ------ |
| Панамериканський чемпіонат з боротьби 1987 | США    | греко-римська боротьба, до 130 кг | Золото |

### Виступи на Панамериканських іграх
| Змагання                  | Збірна | Вагова категорія                  | Місце  |
| ------------------------- | ------ | --------------------------------- | ------ |
| Панамериканські ігри 1987 | США    | греко-римська боротьба, до 130 кг | Золото |

### Виступи на Кубках світу
| Змагання                    | Збірна | Вагова категорія                  | Місце  |
| --------------------------- | ------ | --------------------------------- | ------ |
| Кубок світу з боротьби 1986 | США    | греко-римська боротьба, до 130 кг | Бронза |

### Виступи на інших змаганнях
| Змагання                | Збірна | Вагова категорія                 | Місце |
| ----------------------- | ------ | -------------------------------- | ----- |
| Гала гран-прі FILA 1987 | США    | греко-римська боротьба, + 100 кг | 5     |